# Fangzi
Der Stadtbezirk Fangzi (chinesisch 坊子区, Pinyin Fāngzǐ Qū) ist ein Stadtbezirk in der ostchinesischen Provinz Shandong. Er gehört zur bezirksfreien Stadt Weifang. Fangzi hat eine Fläche von 895,4 km² und zählt 512.161 Einwohner (Stand: Zensus 2010).

## Administrative Gliederung
Auf Gemeindeebene setzt sich der Stadtbezirk aus vier Straßenvierteln und drei Großgemeinden zusammen. 